# Język patani
Język patani – język austronezyjski używany w prowincji Moluki Północne w Indonezji, przez grupę ludności na wyspie Halmahera. Według danych z 2000 r. (Ethnologue) posługiwało się nim wówczas 11 tys. osób. W 1984 r. liczbę jego użytkowników oszacowano na 7–9 tys. osób.
Posługuje się nim grupa etniczna Patani. Jego obszar obejmuje fragment południowo-wschodniego półwyspu Halmahery, a dokładniej wysunięty w morze cypel we wschodniej części wyspy. Indonezyjska publikacja Peta Bahasa podaje, że jest używany we wsi Tepeleo (kecamatan Patani Utara, kabupaten Halmahera Tengah) oraz na okolicznych terenach. W publikacji Ethnologue (wyd. 18) do terytorium tego języka zaliczono dziewięć wsi.
Według Peta Bahasa użytkownicy dialektu maba zamieszkują wieś Soa Sangaji (kecamatan Kota Maba, kabupaten Halmahera Timur). Inne źródła (w tym Ethnologue i Glottolog) wyróżniają odrębny (choć blisko spokrewniony) język maba.
Wśród Patani powszechna jest wielojęzyczność. W szerokim użyciu są także języki indonezyjski i malajski Moluków Północnych. Patani obfituje w zapożyczenia z obu odmian malajskiego.
Pierwsze szczegółowe informacje nt. patani pochodzą z XXI w., wcześniej pozostawał praktycznie nieopisany. W publikacji z 1980 r. zawarto listę słownictwa patani wraz z podstawowymi danymi gramatycznymi. Działania na rzecz dokumentacji tego języka podjęła L.I.S. Rødvand.